# Dyapalapura, Hassan
Dyapalapura là một làng thuộc tehsil Hassan, huyện Hassan, bang Karnataka, Ấn Độ.